# Всеукраїнська правописна конференція
Всеукраїнська правописна конференція тривала з 25 травня по 3 червня 1927 року в Харкові і була скликана з метою всеукраїнського обговорення проєкту Правопису 1926 року. До роботи конференції було залучено широке коло українських мовознавців та літераторів з Радянської України та Західної України, поділеної на той час між трьома державами. За результатами конференції було затверджено правопис, відомий як «харківський» або «скрипниківка», який був покликаний передусім згладити відмінності між різними правописами, що були у вжитку в той час. В 1930-их роках радянська влада суттєво змінила цей правопис, узгодивши його в деяких питаннях із правилами російської мови. Більшість учасників конференції пізніше було репресовано..

## Історія
1 серпня 1925 року Народний комісаріат освіти УСРР скликав Державну Комісію для впорядкування українського правопису. Пленум цієї комісії двічі збирався в Харкові, тодішній столиці Радянської України, для вироблення проєкту українського правопису. Вироблений Державною Комісією проєкт (виданий окремою книжкою у 1926 році) поступив на розгляд правописної конференції.
Серед питань, які розглядала Конференція, були зокрема абетка (включення чи виключення окремих літер), письмо (латинка чи кирилиця), лексика (зокрема розбіжності між галицькою та наддніпрянською термінологією). 
На тлі латинізації мов СРСР, що активно відбувалася у 1920-их, питання введення латинки виглядало актуальним. Водночас це питання було одним із найбільш поляризуючих. Його розглядали протягом двох днів, і під час голосування було вирішено зберегти кирилицю, при чому учасники розділилися майже порівну: 20 за латинку і 25 — проти. Радянська преса викривила результати голосування, подавши, нібито за латинку було лише 8 голосів. Основними аргументами проти латинки було те, що зміна абетки потягне величезні витрати, відгородить українців від росіян та сприятиме полонізації українців у Західній Україні.
Були пропозиції додати в кириличну абетку нові літери, зокрема: л̇ (на позначення середнього л — не твердого і не м'якого, як у слові "Ленко" — Л̇енко), ў на (позначення короткого "у", як в кінці слова "гуляв" — гуляў), ѕ (на позначення дж — ѕерело), z (на позначення дз — ґуzик) та j (на позначення й, зокрема в є, ї, ю, я — Украjіна). Також була пропозиція передавати м'які йотовані ближче до драгоманівки: "сьаду" (тобто "сяду"), "бjу, бйу" (тобто "б'ю"), "мьjата, мьята" (тобто "м'ята") тощо. Жодну з цих ідей не підтримали, так само як і пропозицію скасувати літеру ґ на користь літери г.
Всі постанови конференції мали лише дорадчий характер. Деякі питання конференція не розв'язала, а передала їх Державній Комісії при Наркомосвіти для остаточного вирішення.

## Оцінка результатів конференції
Український мовознавець Степан Смаль-Стоцький відзначив:
«Найбільша хиба і причина повної невдачі конференції лежить поза конференцією. Як писати поодинокі слова, це мусить виходити само собою із правописної системи і тільки така система може бути предметом нарад і постанов конференції. Правописні системи можуть бути ріжні, а відповідно до системи і поодинокі слова можуть писатися ріжно. Отже для конференції треба було підготовити ясну і добре умотивовану ту правописну систему, яка по думці Правописної Комісії малаб лягти в основу українського правопису. Цього не зроблено. Бо виданий Правописною Комісією проєкт не подавав системи, тільки сам губився в подробицях, як я це показав в моїх увагах до проєкту. Річ ясна, що і конференція згубилася в подробицях, смішних голосуваннях і постановах. Не маючи твердого ґрунту під ногами, хиталася на всі боки, постановляла, то знов своїх постанов відрікалася. За браком належитого і свідомого ціли підготування конференція иншого результату дати не могла.»

## Список учасників
1. Олександр Бадан, журналіст-комуніст (Закарпаття). Репресований 1933 року.
2. Іван Бойків О., лінґвіст, педагог, співробітник Інституту мовознавства. Помер 1932 року.
3. Петро Бузук, лінґвіст, професор (Бесарабія), директор Інституту мовознавства Білор. АН. Репресований 1934 р. Розстріляний 1938 року.
4. Леонід Булаховський, мовознавець, професор (Харків). Редактор правопису 1946 р. Помер 1961 року.
5. Зиновій Висоцький (псевдо Степовий), журналіст, комуніст-укапіст (Дніпропетровщина). 1935—36 засуджений до розстрілу спецколеґією Харківського облсуду.
6. Остап Вишня, письменник (Полтавщина). Репресований 1933 р. Звільнений 1943 року.
7. Євген Костянтинович Волошин, викладач української мови та літератури в київських вузах та на курсах українізації (Київ). Заарештований за справою СВУ і 9 місяців перебував під слідством. Після звільнення до грудня 1934 жив у Києві, після вбивства Кірова виїхав до Самарканда. Подальша доля невідома.
8. Микола Вороний, письменник, перекладач (Дніпропетровщина). Репресований 1934 р. Розстріляний 1938 року.
9. Всеволод Ганцов, мовознавець (Чернігів). Репресований за справою СВУ 1929—1946 рр. Повторно 1949—1956 рр. Помер 1979 року.
10. Микола Гладкий, біолог (Чернігівщина). Редактор мови в газеті «Пролетарська Правда». Заарештований 1930 р, 1931 р. звільнений з обмеженням місць проживання. Помер 1947 року в Красноярську.
11. Петро Гладкий, учитель (Чернігівщина). Незак. вища освіта. Близький до школи В. Ганцова. Заарештований 1937, розстріляний.
12. Григорій Голоскевич, мовознавець (Поділля). Учень Олексія Шахматова, автор Правописного словника. Репресований за справою СВУ 1929 р, наклав на себе руки в Тобольську 1935 року.
13. Микола Грунський, славіст, професор (Харківщина). У 40-х старший наук. співр. Інституту мовознавства. Помер 1951 року.
14. Василь Дем'янчук, мовознавець (Західна Україна). Репресований 1938 р, розстріляний у Медвеж'єгорську, Карелія.
15. Петро Дятлів, журналіст (Чернігівщина). Репресований у 1930-х.
16. Майк Йогансен, письменник, мовознавець (Харків). Проєкт латинізації українського письма. Репресований, розстріляний 1937 року на засланні.
17. Михайло Калинович, мовознавець, професор (Поділля). Керівник Інституту мовознавства 1937—41 рр. 1939—1944 був головою Відділення сусп. наук АН УРСР. Головний редактор словника 1948 року. Помер 1949 року.
18. Євген Касьяненко, журналіст-комуніст, перекладач з нім. (Полтавщина). Репресований у 1930-х.
19. Варфоломій Кириленко, учитель (Чернігівщина). 1942-го вивезено на примусові роботи до Німеччини. Помер 1965 року в Канаді.
20. Кондрашенко С. О., педагог (Дніпропетровщина).
21. Агатангел Кримський, академік (Волинь). Орієнталіст, історик української мови, редактор Академічного словника (1924). Репресований 1941 р. Помер 1942 року в м. Кустанай.
22. Іван Ліщина-Мартиненко, викладач, архівіст (Полтавщина). 10 вересня 1929 року заарештований, засуджений на 10 років таборів, Біломорканал.
23. Юрій Мазуренко, юрист (Донеччина), професор Харківського інституту народного господарства. Репресований 1934 року.
24. Олександр Мізерницький, педагог (Холмщина). У 1925 голова спілки Робос. Репресований 1934 року.
25. Мороз В. Б., педагог (Буковина).
26. Андрій Музичка, літературознавець, професор (Західна Україна). Репресований у 1930-х. Висланий до РСФСР.
27. Мусій М. І., учитель (Західна Україна).
28. Микола Наконечний, мовознавець (Полтавщина). Співавтор фразеологічного словника 1959 р. Розробник основ української літературної вимови. Помер 1981 року.
29. Кость Німчинов, мовознавець (Харківщина). Репресований 1937 року. подальша доля невідома.
30. Сергій Пилипенко, журналіст (Київ). Директор Інституту літератури в Харкові. Репресований 1933 року.
31. Микола Плевако, літературознавець, професор (Харківщина). Засланий до Казахстану 1938 року де помер за нез’ясованих обставин.
32. Попів Олександр І., професор (Харківщина). Педагог та церковний діяч. Заарештований 1933 р, випущений 1939 року. Після війни на еміґрації.
33. Антон Приходько, юрист, політичний діяч (Кубань),. Заступник наркома освіти. Репресований у 1930-х[1][2].
34. Рахинський Володимир Т., викладач (Чернігівщина). директор педкурсів.
35. Андрій Пісоцький (Річицький), літератор (Дніпропетровщина). Редактор українського видання «Капітал» Маркса. Репресований у 1930-х за звинуваченням у «перевиконанні хлібозаготівель».
36. Степан Рудницький, географ (Перемишль). Приїхав на запрошення уряду УРСР 1927 року. Засланий на Соловки у 1930-х. Доля невідома.
37. Савицький П. М., педагог (Західна Україна).
38. Іларіон Свєнціцький, філолог, мистецтвознавець (Західна Україна). Помер 1956 року.
39. Тадей Секунда, інженер-механік, перекладач (Західна Україна). Репресований у кін. 1930-х.
40. Олекса Синявський, мовознавець, професор (Таврія). Репресований 1934 р. Розстріляний 1937 року.
41. Василь Сімович, мовознавець, професор (Західна Україна). Помер 1944 року.
42. Микола Скрипник, ідеолог українізації в Україні (1920—1930-х) (Донбас). Наклав на себе руки 1933 року.
43. Іван Соколянський, дефектолог, професор (Кубань). Заарештований 1934 р, реабілітований, з 1939 р. у Москві. Помер 1960 року.
44. Солодкий Н. Л., учитель (Херсонщина). 1933 р. закінчив Херсонський педагогічний інститут, завідувач кафедри української мови у Запоріжжі. Репресований 1937 року. Помер у тюрмі.
45. Кирило Студинський, літературознавець, академік (Західна Україна). Депутат Верховної Ради УРСР з 1939 р. Помер за нез'ясованих обставин під час евакуації зі Львова 1941 року.
46. Микола Сулима, педагог, професор (Харківщина). Працював у Кримському педагогічному інституті. Репресований після 1935 року за «український буржуазний націоналізм у синтаксисі». Відбував ув'язнення в Карагандинській області Казахстану. На початку 1950-х рр. на поселенні в м. Ухта (Комі). Подальша доля невідома.
47. Євген Тимченко, мовознавець, професор (Полтава). Засланий 1937 р. З 1944 р. старший науковий співробітник Інституту мовознавства. Помер 1948 року.
48. Борис Ткаченко, мовознавець (Харківщина). Учень Леоніда Булаховського й Олекси Синявського. Репресований 1937 року. Розстріляний.
49. Ткаченко Г. В., учитель (Київщина).
50. Василь Чапленко, мовознавець, письменник (Дніпропетровщина). З 1945 року на еміґрації.
51. Яків Чепіга-Зеленкевич, професор, педагог (Херсонщина). Помер на засланні 1938 року.
52. Микола Чернявський, письменник (Дніпропетровщина). Репресований у 1930-х. Помер 1948 року.
53. Федір Шумлянський, професор (Поділля). З 1932 р. професор Білгородського педагогічного інституту, 1933—39 рр. завідувач кафедри рос. мови та літератури Тамбовського пед. інст. Після 1939 р. професор Одеського університету. Помер 1980 року.
54. Володимир Щепотьєв, етнограф, історик літератури (Полтава). Засуджений за справою СВУ, засланий на три роки. Після повернення 1937 року репресований.
55. Володимир Ярошенко, мовознавець (Полтавщина). Учень Олексія Шахматова. Репресований 1934 р. У 1944—57 на педагогічній роботі. Помер 1957 року.